# Timo Brandt
Timo Brandt (* 1992 in Düsseldorf) ist ein deutscher Lyriker, Romanautor und Rezensent.

## Leben
Timo Brandt wuchs in Hamburg auf und studierte später Sprachkunst an der Universität für angewandte Kunst in Wien. Neben seinem Studium war er als Rezensent und Berichterstatter für mehrere Medien und Zeitschriften tätig und war Mitherausgeber der JENNY, der Jahresanthologie des Instituts für Sprachkunst.
2017 erschien sein erster Gedichtband Enterhilfe fürs Universum. 2019 folgte der zweite Band Ab hier nur Schriften. In beiden Bänden setzte er sich vor allem mit traditionellen Formen und Auffassungen des Gedichts auseinander und transformierte sie durch den Kontakt mit zeitgenössischen Ansätzen. 2025 erschien sein erster Roman Oder die Löwengrube.
Seit 2022 verantwortet er bei der österreichischen Tageszeitung Der Standard die Lyrik-Auswahl in der Wochenendbeilage Album. Zusammen mit anderen Bloggern gründete er 2022 die Instagram-Initiative Lyristix.

## Rezeption
Brandt wurde in seinem Debütband wahre Leidenschaft attestiert: „Brandts Notation mag bisweilen etwas manieriert erscheinen, ein ganzes Arsenal unterschiedlicher Leerzeichen und Einrückungen, Spiegelkonsequenzen und urplötzliche Verwandlungen des Textes durchziehen den Band. Aber auch das ist nicht verkehrt. Es geht darum, sich zu zeigen. Und das tut Timo Brandt mit Inbrunst und Intimität.“
Genau wie beim ersten Band, wurde auch beim zweiten Band die Formenvielfalt hervorgehoben: „Wir sind es gewohnt, einen Dichter am Stil zu erkennen, ihn zu identifizieren an der Art seines Schreibens [...] Und wenn eines der Werke gut, gar überragend ist, nehmen wir gern an, dass auch die anderen Texte des gleichen Autoren es sein müssten, dieses Denken schreibt der Markt uns vor. Und jemand der sich ihres Tones annimmt, gilt entweder als Plagiator oder er gibt sich als Parodist zu erkennen. Dieses Verhältnis unterläuft Timo Brandt.“ Seine Gedichte müsse man mehrfach lesen, um darin „die Wahlverwandtschaften der Wörter, die Lust am Spiel mit ihnen, aber auch die Klüfte zwischen ihnen zu erkennen.“

## Werke
Diverse Publikationen in Literaturzeitschriften, Anthologien und Online-Medien, darunter Bella triste, Das Gedicht, Metamorphosen und kolik.
Einzeltitel:
Lyrik
- Enterhilfe fürs Universum – edition offenes feld, Dortmund 2017. ISBN 978-3-7431-9228-7
- Ab hier nur Schriften – Aphaia Verlag, Berlin/München 2019. ISBN 978-3-946574-08-8
- Das Gegenteil von Showdown – Limbus Verlag, Innsbruck 2020. ISBN 978-3-99039-169-3
- Nicht noch mal Legenden – edition keiper, Graz 2020. ISBN 978-3-903322-16-5
- nicht die Hymnen, die ihr sucht – edition offenes feld, Dortmund 2020. ISBN 978-3-7504-9443-5
- Nachumahmungen – Aphaia Verlag, Berlin/München 2023. ISBN 978-3-946574-31-6

Romane
- Oder die Löwengrube – edition keiper, Graz 2025. ISBN 978-3-903575-40-0

Herausgabe:
- Der Amelia Earhart Pfannkuchen (zusammen mit Petrus Akkordeon). Gedichte. – Moloko Print, 2022. ISBN 978-3-948750-52-7

## Auszeichnungen
- Treffen Junger Autoren (2013)
- Jenaer Lyrikgespräch (2017)[7]
- Artist in Residence beim Prosanova 2017[8]
- Gisela-Scherer-Stipendium des Hausacher Leselenz (2018)[9]
- Wiener Arbeitsstipendium für Literatur (2018, 2021)